# Mario di Avenches
Mario di Aventico, di Avenches o Mario di Losanna (in latino Marius Aventicensis; 532 – Losanna, 31 dicembre 596), è stato un vescovo, storico e santo franco, vescovo di Avenches e noto soprattutto per la sua Chronica. È venerato come santo dalla Chiesa cattolica e Chiesa ortodossa.

## Biografia
Le poche informazioni che si hanno di lui, a parte la Chronica, derivano dall'iscrizione sulla sua tomba a Losanna, nella chiesa di San Tirsio.
Proveniva da una ricca famiglia di cultura gallo-romana e divenne vescovo di Aventicum (presso l'odierna Avenches) nel 574, assumendo i compiti secolari della diocesi, in precedenza prerogativa del duca Teodefrido.
Prese parte al secondo concilio di Mâcon nel 585 e quindi, probabilmente poco dopo il 590, trasferì la sede episcopale da Aventicum, in rapida decadenza, a Losanna.
Dopo la sua morte, fu venerato come santo a Losanna; la sua festa cadeva il 9 o il 12 febbraio, e la chiesa di San Tirso fu rinominata San Mario. Oggi la Chiesa cattolica e la Chiesa cristiana ortodossa lo ricorda il 31 dicembre.
La sua breve cronaca è la continuazione di quella redatta da Prospero d'Aquitania e copre gli anni tra il 455 e il 581. Rappresenta una fonte importante per la storia dei Burgundi e dei Franchi, specialmente nella seconda metà del VI secolo.

## Opere
- Chronica a. CCCCLV-DLXXXI. ed. Theodor Mommsen in Monumenta Germaniae Historica AA, XI, Berlino 1894. [collegamento interrotto]